# Jean Malaval
Jean Malaval  est un coureur cycliste professionnel français, né le 25 juillet 1911 à Chabrignac  et mort le 9 juillet 2003 à Tours. Il était recordman du monde cycliste, sans entraîneur, sur au moins cinq distances.

## Biographie
Le 31 août 1938, Jean Malaval, s'adjuge, au vélodrome de la Croix-de-Berny, à Antony, cinq records du monde dont les 70 km, 80 km, 90 km, 100 kilomètres, et  60 milles. Le 21 novembre 1938, à la suite de son exploit au vélodrome d'Hiver concernant le record de l'heure de la piste en 43,300 km, on l'appelle « l'homme chronomètre ». Il fut également recordman du monde des 2 km et des 2 milles[réf. nécessaire].
Jean Malaval restera le dernier coureur français, recordman du monde des 100 kilomètres sans entraîneur.

## Vie privée
Il a passé son enfance à Juillac (Corrèze).
il fut un très bon coureur cycliste (six records du monde sur piste) vainquit Gino Bartali mais ce que l'on ne connaît moins de lui, voire pas du tout c'est qu'il fut un peintre de talent et qu'il exposa aux côtés de Picasso, Van dongen, Calder et Dali 
Il était  nécessaire de situer ce personnage « hors normes » avant de dire qu'il est aussi titulaire de décorations et d'une  citation où il est écrit que le 30 aout 1944, il a fait prisonnier un sous-officier allemand et l'a ramené vers la sous-préfecture d'Issoudun. C'est suivant les dires de ce sous-officier allemand que le sous-préfet a été à même de se rendre auprès des autorités allemandes en vue de la reddition des troupes.

## Évolutiondu record du monde des 100 kilomètresde 1897 à 1965
| Date       | Coureur           | Nationalité | Temps               | Lieu                                |
| ---------- | ----------------- | ----------- | ------------------- | ----------------------------------- |
| 24/10/1897 | Bresson           | France      | 2 h 53 min 38 s     | Vélodrome de Dijon                  |
| 20/10/1898 | Capelle           | France      | 2 h 49 min 58 s 4/5 | Vélodrome de Dijon                  |
| 06/09/1907 | Hervy             | France      | 2 h 45 min 46 s     | Vélodrome Buffalo                   |
| 11/08/1922 | Alcide Rousseau   | France      | 2 h 30 min 39 s     | Vélodrome de Montporcher au Creusot |
| 4/11/1937  | Andrea Piubello   | Italie      | 2 h 29 min 15 s     | Vélodrome Maspes-Vigorelli          |
| 23/11/1937 | Carmine Saponetti | Italie      | 2 h 27 min 44 s     | Vélodrome Maspes-Vigorelli          |
| 1/09/1938  | Jean Malaval      | France      | 2 h 27 min 25 s     | Vélodrome La croix de Berny         |
| 27/10/1938 | Andrea Piubello   | Italie      | 2 h 26 min 21 s     | Vélodrome Maspes-Vigorelli          |
| 3/11/1938  | Carmine Saponetti | Italie      | 2 h 23 min 36 s     | Vélodrome Maspes-Vigorelli          |
| 3/11/1940  | Carmine Saponetti | Italie      | 2 h 21 min 04 s     | Vélodrome Maspes-Vigorelli          |
| 9/11/1942  | Fiorenzo Magni    | Italie      | 2 h 20 min 54 s     | Vélodrome Maspes-Vigorelli          |
| 3/06/1960  | Fusar Imperatore  | Italie      | 2 h 20 min 36 s     |                                     |
| 19/09/1965 | Ole Ritter        | Danemark    | 2 h 19 min 01 s     | Vélodrome de Rome                   |